# Mondd a neved
Mondd a neved, Zsurzs Éva filmrendező 1967-ben bemutatott fekete-fehér tévéfilmje, dokumentum-játékfilmje.

## Történelmi háttér
A nácik Németország végső győzelme után a megszállt Európa árjásítását, germanizálását tervezték, amely a gyakorlatban elnémetesítést
jelentett volna (a nemnémet germán népek számára is). A német nyelvű népesség azonban a germán népekkel együtt se lett volna elegendő a tervezett 300 milliós árja Európához.
Ezért a népesség erőszakos és rohamos növelése érdekében különféle programokat eszeltek ki a szokásos népességnövelő intézkedések mellett. Az egyik Lebensborn fedőnév alatt gyakorlatilag SS nyilvánosházak rendszere volt önkéntes árja német nőkkel. Továbbá kísérleteztek ikerterhességek művi kiváltásával, (pl. Mengele auschwitzi ikerkísérleteinek egy része is erre irányult), illetve művi árjásítással (Mengele szemszín (szivárványhártya) átfestési kísérletei). Valamint egyes források szerint Heinrich Himmler titokban dédelgette a többnejűség bevezetésének tervét is legalábbis az SS tagok részére.
Ezeken kívül az SS a megszállt keleti területeken kutatott olyan helybéli gyerekek után, akiket haj és szemszínük alapján árjáknak minősíthettek. Ezeket a gyerekeket elrabolták, illetve ritkábban maguk a szülők engedték el őket a túlélés reményében.
Ezek a gyerekek a Lebensborn-gyerekekhez hasonlóan SS nevelőotthonokba kerültek. Azonban a Lebensborn-gyerekekkel ellentétben – akiket igyekeztek minél hamarabb  örökbe fogadtatni – őket agymosás szerű, brutális katonai nevelésnek vetették alá. Hisz eredetileg SS janicsároknak szánták őket. Német nevet kaptak és csak németül beszélhettek. Sikeresen törölték ki agyukból eredeti származásuk minden nyomát.
A nácik bukása után a Nemzetközi Vöröskereszt helyezte el ezeket az árvákat, és feltételezett eredeti nemzetiségük alapján adták nevelő szülőkhöz.

## A film előzményei
1965-ben a Nők Lapja neves újságíróját, Szemes Piroskát egy fiatal asszony azzal a különös történettel kereste fel, hogy férje álmában oroszul beszél. Ami azért felettébb különös, mert egyébként nem tud oroszul. És mivel mindez a környezetüknek is a tudomására jutott, a dolog kezd kellemetlen lenni. (Egyebek mellett a férjét, Molnár Sándort emiatt „Oroszjózsinak” kezdték csúfolni.)
Az újságírónő bevonta a kérdés tisztázásába dr. Szolár Béla pszichiátert, aki előbb hipnózissal majd megfelelő gyógyszeres altatással alakította ki a vizsgálathoz szükséges körülményeket.
A kezelés során készített magnetofon felvétel és nyelvészek bevonásával kiderítették, hogy a nyelv valójában nem is orosz, hanem ukrán.
A későbbi vizsgálatok és tolmács segítségével, illetve iratok felkutatásával kiderítették, hogy Molnár Sándor is a nácik árjásítási programjának keretében került Németországba.
(Nincs nyoma annak, hogy a nácik a brutális nevelési módszereken túl drogokat vagy más pszichiátriai módszereket is alkalmaztak volna. Így valószínűsíthető, hogy a film főhőse esetében valamilyen egyéb trauma is közre játszhatott a csaknem teljes amnézia kialakulásában.)
A hír eljutott a Szovjetunióba, és rengeteg ember vélte felismerni elveszett gyermekét Molnár Sándorban.
Végül egyedi ismertetőjegyek alapján sikerült azonosítani, hogy Molnár Sándor édesanyja Jelena Povarova, aki a Kijev melletti Olhovka faluban él, és 11 éves fia a náci megszállás alatt a helyi boltba menet tűnt el, több mint két évtizeddel azelőtt.
Ezt a történetet dolgozták fel a forgatókönyvben.

## Szereplők
- Kovács István (Ivan Szergejevics Rogyinkov) – Avar István
- Éva, a riporter – Berek Kati
- Anya – Gobbi Hilda
- Kovács Istvánné, a második feleség – Kádár Flóra
- Kovács Istvánné, az első, elvált feleség – Szemes Mari
- Kovácsné, a magyar nevelőanya – Pogány Margit
- Orvos-pszichiáter – Tomanek Nándor
- Tánya – Gyurkovics Zsuzsa
- Ljapin – Bitskey Tibor
- Szása – Madaras József
- Kovánitz – Molnár Tibor
- Falusi öregember – Csákányi László,

További szereplők: Almási József, Darvas Magda, Donáth Lili, Gelley Kornél, Horváth József, Horváth Pál, Horkai János, Képessy József, Lelkes Ágnes, Orsolya Erzsi, Pásztor János, Raksányi Gellért, Ruttkai Ottó, Stern Miklós, Suka Sándor, Tarsoly Elemér